# Березовик (Ивановская область)
Березовик — село в Тейковском районе Ивановской области России, входит в состав Новолеушинского сельского поселения.

## География
Село расположено на берегу реки Вязьма в 12 км на восток от центра поселения села Новое Леушино и в 8 км на юго-восток от райцентра города Тейково.

## История
В XVIII столетии в селе существовала деревянная церковь — в честь Святителя и Чудотворца Николая. В конце века в 1779 году на средства помещика надворного советника Андрея Ивановича Хметевского построена была каменная церковь в честь Происхождения Честных древ Животворящего Креста Господня с придельным престолом во имя Архангела Михаила. В 1809 году на средства прихожан над этой церковью построен верхний этаж с престолом в честь Божьей Матери, именуемой «Всех Скорбящих Радость». В 1854 году на средства помещицы Натальи Ивановны Чихачевой устроен придел во имя Святителя и Чудотворца Николая. Каменная колокольня при церкви построена в 1809 году. Приход составляли село и 14 деревень. С 1862 года в селе существовала земская народная школа, помещавшаяся в доме, построенном Степаном Васильевичем Каретниковым. 
В конце XIX — начале XX века село являлось центром Березовской волости Ковровского уезда Владимирской губернии. В 1859 году в селе числилось 32 дворов, в 1905 году — 14 дворов.
С 1929 года село являлось центром Березовского сельсовета Тейковского района, с 2005 года село — в составе Новолеушинского сельского поселения.

## Население
| 1859 | 1905 |
| ---- | ---- |
| 200  | 91   |

| 1859 | 1905 | 2010 |
| ---- | ---- | ---- |
| 200  | ↘91  | ↘17  |

## Достопримечательности
В селе находится действующая Церковь иконы Божией Матери "Всех скорбящих Радость" (1779-1809)